# 2000年ポーランド大統領選挙
2000年ポーランド大統領選挙（2000ねん ポーランド だいとうりょうせんきょ）は、ポーランド共和国の元首である大統領を選挙するために2000年10月に行われた選挙である。

## 概要
現職のクファシニェフスキの支持率が高く、選挙戦当初から有利な戦いを展開した。そのため、クファシニェフスキ候補が第一回投票で過半数の得票を獲得することができるかどうかが、注目された。

## 選挙データ
- 選挙権：18歳以上
- 被選挙権：35歳以上（尚、立候補に際しては、有権者10万人以上の署名を集める必要がある）
- 大統領の任期：5年（再任は1回のみ可能）
- 大統領選挙：2回投票制
  - 第一回投票で過半数の得票を得た候補者がいない場合、上位2名による決選投票が行われ、最多得票を得た候補が当選
- 主な候補者
  - アレクサンデル・クファシニェフスキ（Aleksander Kwasniewski）46歳、大統領（1995年～2005年）。民主左翼連合＝労働連合（SLD=UP）支持
  - アンジェイ・オレホフスキ（Andrzej Olechowski）53歳、経済学博士。無所属
  - マリアン・クシャクレフスキ（Marian Krzaklewski） 50歳、工学博士。「連帯」選挙行動（AWS）委員長（1996年～）
  - ヤロスワフ・カリノフスキ（Jaroslaw Kalinowski）38歳、ポーランド農民党（PSL）の総裁（1997年10月～）
  - ヤン・オルシェフスキ（Jan Olszewski）70歳、元首相。ポーランド再生運動（ROP）委員長。1995年の大統領選挙にも出馬した。9月末に選挙戦から撤退し、クシャクレフスキ支持に回った。
  - レフ・ヴァウェンサ（Lech Wałęsa） ・・・57歳、元大統領（1990-1995年）。独立自主管理労働組合「連帯」の初代委員長。日本ではワレサとして知られる。

候補者の紹介は「ポーランド大統領選（第一回報告）」（ポーランドの話題）より。ここでは世論調査機関（OBOP）の調査で、支持率が1%以上あった候補のみを紹介する。

## 選挙結果
- 投票日：2000年10月5日
- 登録有権者数：29,122,304名
- 投票者数：17,789,231名（投票率61.08%）
- 有効投票数：17,598,919票

| 候補者名                                                     | 得票数    | %     | 所属党派             |
| ------------------------------------------------------------ | --------- | ----- | -------------------- |
| アレクサンデル・クファシニェフスキ（Aleksander Kwasniewski） | 9,485,224 | 53.90 | 無所属（SLD=UP支持） |
| アンジェイ・オレホフスキ（Andrzej Olechowski）               | 3,044,141 | 17.30 | 無所属               |
| マリアン・クシャクレフスキ（Marian Krzaklewski）             | 2,739,621 | 15.57 | AWS                  |

- 出典：『ポスト社会主義国 政党・選挙ハンドブック』P26

選挙戦当初から支持率が高かった現職のクファシニェフスキが過半数を上回る得票を得て、第一回投票で当選が確定した。一方、元大統領のワレサ候補は得票率1.01%で惨敗した。